# Diocèse de Dax
Ne pas confondre avec l'actuel diocèse d'Aire et Dax.
Le diocèse de Dax (en latin : Dioecesis Aquae Augustae) est un ancien diocèse de l'Église catholique en France.
L'église cathédrale était Notre-Dame de Dax.
L'évêque était suffragant de l'archevêque métropolitaine d'Auch et le diocèse relevait de la province ecclésiastique d'Auch.

## Création
Le premier évêque dont le nom nous a été conservé est Gratien (Gratinaus), participant au concile d'Agde en 506.
L'évêque était suffragant de l'archevêque métropolitain d'Auch.
Le diocèse s'étendant au sud sur une partie de la Navarre, l'évêque de Dax assistait les souverains de ce royaume.

## Territoire
À l'origine le territoire diocésain semble correspondre à celui de la civitas des Tarbelles, le nom "Tarbelle" étant tombé en désuétude au profit de celui de "Aquae/Aquis".
Vers 1030, à l'instigation du roi Sanche III de Navarre le sud-ouest du diocėse est démembré pour former le nouvel évêché de Bayonne. 
Vers 1060, à la suite d'un conflit avec le vicomte de Béarn, la Soule (sud-est du territoire) est rattaché au ressort du diocèse d'Oloron. 
À partir de cette époque le diocèse de Dax ne conserve plus qu'un petit territoire en forme de pointe implanté dans la zone bascophone et le royaume de Navarre.
Le diocèse de Dax était borné par l'archidiocèse de Bordeaux et les diocèses de Bazas, Aire, Lescar, Oloron et Bayonne.

## Subdivisions
En 1790, le diocèse était divisé en seize archiprêtrés : Gresin, Gosse et Seignanx, Maremne, Marensin, Lanescq, Rivière-de-la-Douze, Chalosse, Auribat, Orthe, Gert et Pouillon, Lescanaux, Rivière-Luy, Rivière-Gave, Rivière-Fleuve, Béarn, Navarre.

## Suppression
Le diocèse de Dax a été supprimé par la Constitution civile du clergé.
Sa suppression ne fut pas reconnue par le pape Pie VI.
Le diocèse est néanmoins supprimé à la suite du Concordat de 1801.